# Bessel (Adelsgeschlecht)

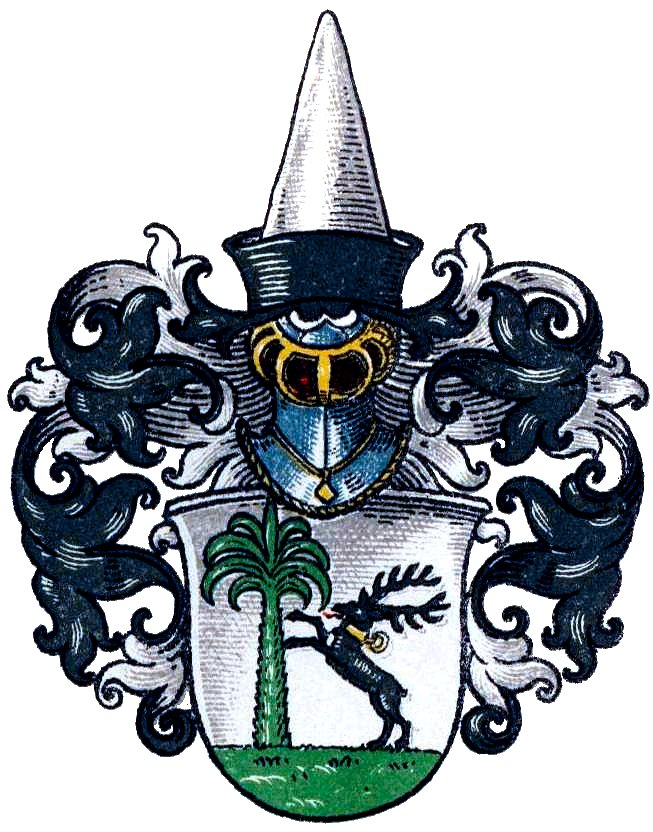
Wappen derer von Bessel

Die Herren von Bessel waren ein westfälisches Adelsgeschlecht.

## Geschichte
Das Geschlecht soll angeblich aus Livland stammen. In älterer Literatur werden Thiderikus de Besle, 1243 urkundlich zu Hannover, und Hermann Bezel, 1333 Knappe und Burgmann zu Quakenbrück, zu möglichen Vorfahren gezählt. Vom späterhin von den meisten Adelsgeschlechtern obligatorisch geführten Prädikat „von“ machten die frühen Bessel nur gelegentlich Gebrauch. Später war das Geschlecht im Fürstentum Minden (Alteburg, Fülmerode, Petershagen), in der Grafschaft Hoya (Drakenburg, Uchte), der Mark Brandenburg (Welsickendorf) und in Pommern (Plantikow, Cramonsdorf, Ludwigsdorf) begütert.
1630 erhielt der fürstbischöfliche Geheime Rat und Kanzler Johann Bessel (urkundlich 1597–1649), Burgmann zu Petershagen, Drakenburg und Uchte, ab 1617 Drost zu Liebenau, von Herzog Christian von Braunschweig-Lüneburg, evangelischer Regent des Hochstifts Minden, eine Adelsanerkennung, basierend auf dem angeblich am 12. Februar 1494 von Kaiser Maximilian I. dem aus Livland gebürtigen kaiserlichen Obersten Jobst Bessel erteilten Reichsadelsstand.
Sein Sohn war der Kanzler des Fürstentums Minden Heinrich Bessel. Dieser vermählte sich am 1. Advent 1630 in Petershagen mit Anna (von) Hedemann aus dem Hause Dorste, einer Tochter des Kanzlers des Fürstentums Lüneburg, Erich Hedemann (1567–1636). Ihre Schwester Maria (von) Hedemann (1622–1670) war mit dem Generalquartiermeister und Obristen Hieronymus (von) Bessel († 1664/65) verheiratet, ab 1645 Herr auf Gut Bordenau (das später in den Besitz derer von Scharnhorst kam).

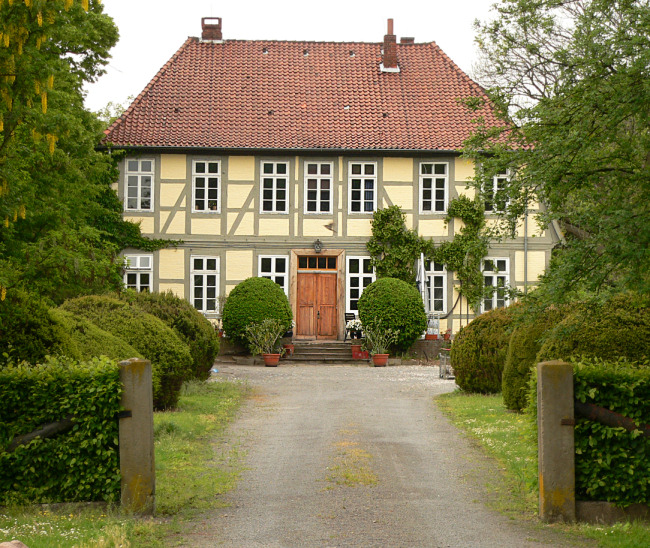
Herrenhaus auf Gut Bordenau, erbaut um 1650, Geburtshaus des Gerhard von Scharnhorst

Aus Heinrich Bessels Ehe gingen sieben Söhne und mehrere Töchter hervor, darunter:
- Christian Georg von Bessel (1636–1688), Erbsasse auf Petershagen, Schriftsteller,[10] Jurist, ab 1671[11] kurbrandenburgischer Rat und Domherr der Stiftskirche Havelberg.[12]

- Eine Tochter Heinrich Bessels war mit dem herzoglich württembergischen Rat Heinrich Grave zu Harburg verheiratet, der auch der Bruder der Gattin von Christian Georg war.[12]

- Anton von Bessel (1646–1701), ebenfalls Erbsasse zu Petershagen, der erst herzoglich mecklenburg-schwerinscher Hofrat und Gesandter zur Friedenskonferenz von Nimwegen, dann herzoglich anhaltischer Geheimer Rat und Kanzler des Stifts Quedlinburg[13] wurde.[14]

- Heinrich von Bessel, der 1668 als Hauptmann in venetianischen Kriegsdiensten gegen die Osmanen fiel, bei einem Ausfall während der Belagerung von Candia.[9][15]

Der königlich-preußische Geheime Rat Georg Eberhard von Bessel (* 1685; † 1755) kaufte 1725 die Güter Plantikow und Cramonsdorf im Kreis Naugard. Sein Sohn Carl Wilhelm von Bessel war königlich-preußischer Kammerpräsident zu Prenzlau, mit Caroline von Winckelmann verheiratet und hatte acht Kinder. Carl Moritz von Bessel (1783–1874) starb als Kammerpräsident zu Kleve, der jüngere Bruder Friedrich Wilhelm (1784–1846) wurde Wissenschaftler, der noch jüngere Bruder Theodor Ludwig (1790–1848) wurde Landgerichtspräsident in Saarbrücken.
Friedrich Wilhelm von Bessel, königlich-preußischer Geheimer Kriegs- und Domänenrat und verheiratet mit Maria Wilhelmine von Borwitz, verstarb 1798 kinderlos. Ein Fräulein von Bessel war 1816 Konventualin des Jungfrauenstifts zu Halle. Mehrere weitere Familienmitglieder dienten in der königlich-preußischen Armee, u. a. ein 1821 verstorbener Oberstleutnant und Brigadier der Landgendarmerie.

## Wappen
In Silber auf grünem Rasen ein natürlicher Palmbaum an dem rechts ein schwarzer Hirsch mit goldenem Halsband heraufspringt. Auf dem Helm ein hoher silberner Hut mit schwarzem Aufschlag. Die Helmdecken sind schwarz-silber.
Weitere Wappendarstellungen:

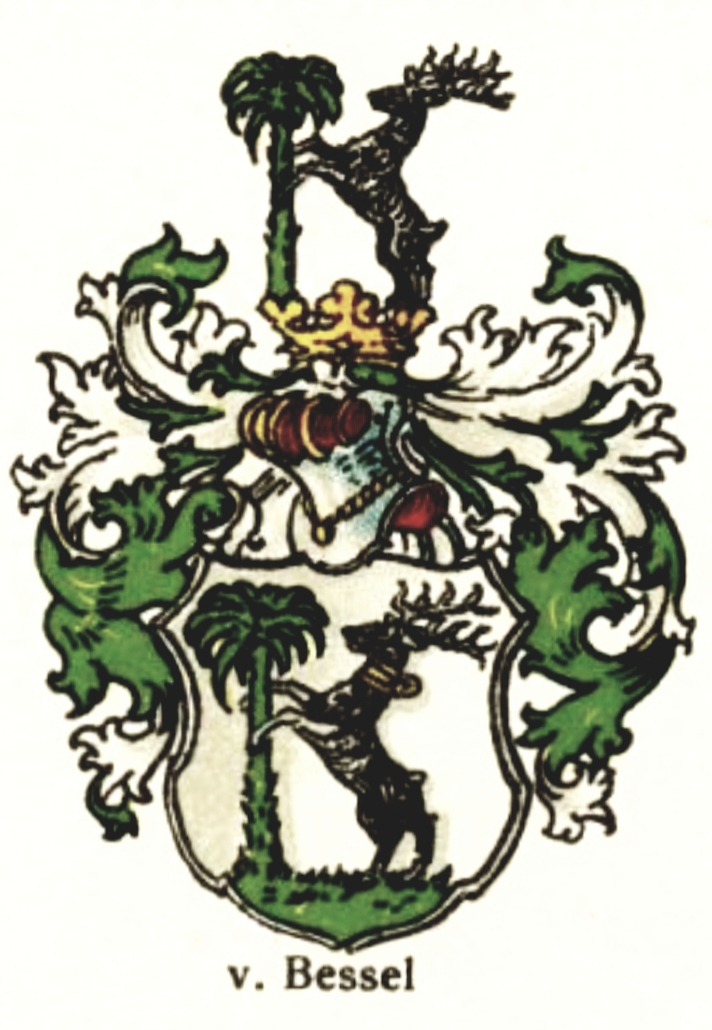
Wappen derer von Bessel
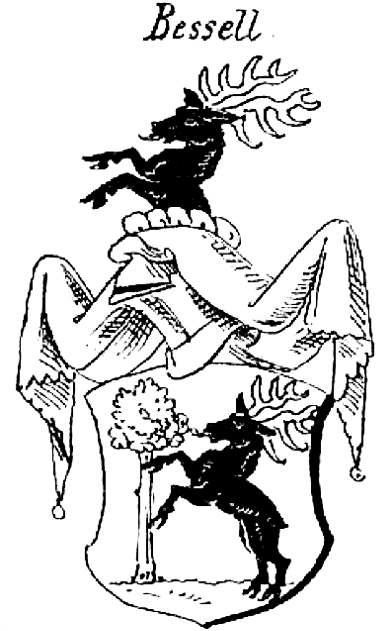
Wappen derer von Bessel bei Siebmacher
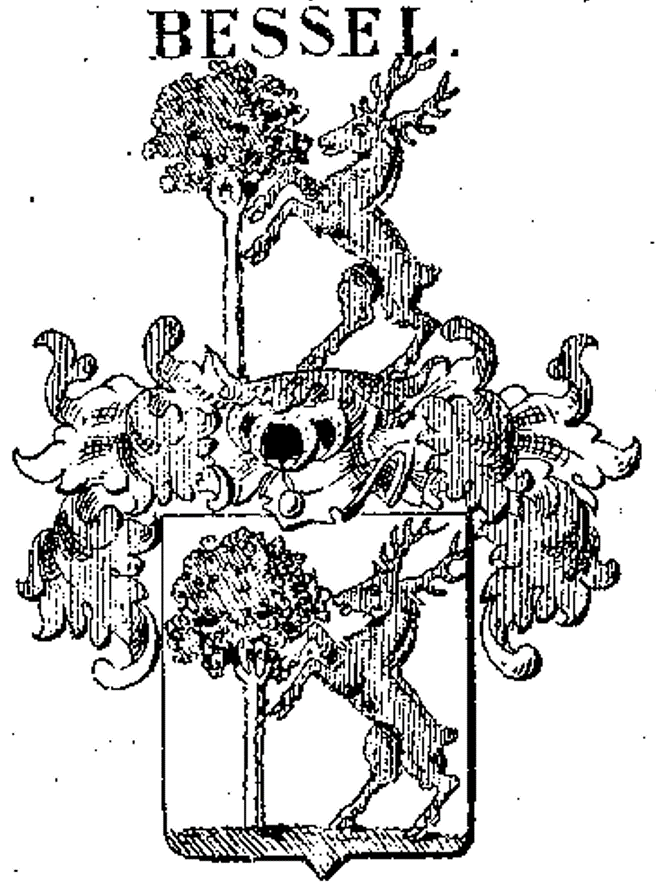
Wappen derer von Bessel bei Siebmacher
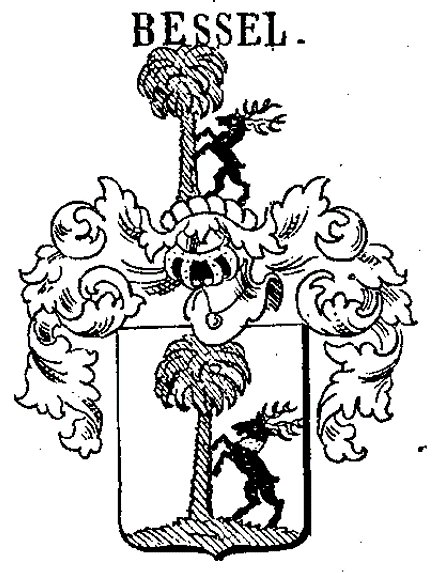
Wappen derer von Bessel bei Siebmacher

## Persönlichkeiten
- Carl Wilhelm von Bessel (1727–1800), preußischer Kammerbeamter
- Friedrich Wilhelm Bessel (1784–1846), deutscher Wissenschaftler
- Heinrich Bessel (1603–1671), Kanzler des Fürstentums Minden
- Rudolf von Bessel (1810–1894), preußischer Generalleutnant
- Julius von Bessel (1827–1870), preußischer Offizier und Regimentskommandeur